# Cuatrecasanthus
 Cuatrecasanthus H.Rob., 1989 è un genere di piante angiosperme dicotiledoni della famiglia delle Asteraceae.

## Etimologia
Il nome scientifico del genere è stato definito per la prima volta dal botanico Harold Ernest Robinson (1932-2020) nella pubblicazione Revista de la Academia Colombiana de Ciencias Exactas, Físicas y Naturales. Bogotá (Revista Acad. Colomb. Ci. Exact. 17(65): 209) del 1989.

## Descrizione
L'habitus di queste piante è di tipo piccolo-arbustivo. Spesso è presente una pubescenza per peli con base allargata. Gli organi interni contengono lattoni sesquiterpenici.
Le foglie lungo il caule sono disposte sia in modo alternato. La forma della lamina varia da ellittica a oblunga oppure rotonda. I margini sono interi. Le venature della pagina fogliare sono di tipo pennato. In alcuni casi il picciolo è lobato o alato.
Le infiorescenza, terminali, sono composte da capolini singoli o in agglomerati tipo pannocchia oppure di tipo corimboso. In alcuni casi le infiorescenze sono sottese da brattee fogliose. I capolini (sessili) sono composti da un involucro formato da circa 15 brattee embricate in 5 - 6 serie che fanno da protezione al ricettacolo sul quale s'inseriscono i fiori tubulosi. Le brattee dell'involucro sono per lo più decidue. Il ricettacolo è privo di pagliette.
I fiori, uno per capolino, sono tetra-ciclici (ossia sono presenti 4 verticilli: calice – corolla – androceo – gineceo) e pentameri (ogni verticillo ha in genere 5 elementi). I fiori sono inoltre ermafroditi e actinomorfi (raramente possono essere zigomorfi).
- Formula fiorale:

*/x K {\displaystyle \infty }, [C (5), A (5)], G 2 (infero), achenio
- Calice: i sepali del calice sono ridotti ad una coroncina di squame.
- Corolla: le corolle sono formate da un tubo terminante in 5 lobi a volte fortemente ricurvi; la gola a volte è poco evidente; il colore varia da lavanda a bianco; la superficie può essere sia pubescente che glabra.
- Androceo: gli stami sono 5 con filamenti liberi e distinti, mentre le antere sono saldate in un manicotto (o tubo) circondante lo stilo.[10] Le antere, sagittate, sono caudate (con code fimbriate). Le appendici delle antere sono sclerificate e glabre. Il polline è tricolporato (con tre aperture sia di tipo a fessura che tipo isodiametrica o poro), è echinato (con punte) ma non "lophato".[11]
- Gineceo: lo stilo è filiforme e provvisto di nodi. Gli stigmi dello stilo sono due divergenti e smussati con la superficie stigmatica posizionata internamente (vicino alla base). La pubescenza è del tipo a spazzola con peli arrotondati.[12] L'ovario è infero uniloculare formato da 2 carpelli.

I frutti sono degli acheni con pappo. Gli acheni, a forma da cilindrica a prismatica e con 10 coste (non sono bicornuti), hanno la superficie glabra, sericea o con ghiandole. All'interno si può trovare del tessuto di tipo idioblasto (i rafidi sono mancanti); non è presente il tessuto tipo fitomelanina. Il pappo, pluriseriato, è formato da setole capillari (la serie esterna è più corta).

## Biologia
- Impollinazione: l'impollinazione avviene tramite insetti (impollinazione entomogama tramite farfalle diurne e notturne).
- Riproduzione: la fecondazione avviene fondamentalmente tramite l'impollinazione dei fiori (vedi sopra).
- Dispersione: i semi (gli acheni) cadendo a terra sono successivamente dispersi soprattutto da insetti tipo formiche (disseminazione mirmecoria). In questo tipo di piante avviene anche un altro tipo di dispersione: zoocoria. Infatti gli uncini delle brattee dell'involucro si agganciano ai peli degli animali di passaggio disperdendo così anche su lunghe distanze i semi della pianta.

## Distribuzione e habitat
Le piante di questo gruppo sono distribuite in Ecuador e Perù.

## Tassonomia
La famiglia di appartenenza di questa voce (Asteraceae o Compositae, nomen conservandum) probabilmente originaria del Sud America, è la più numerosa del mondo vegetale, comprende oltre 23 000 specie distribuite su 1 535 generi, oppure 22 750 specie e 1 530 generi secondo altre fonti (una delle checklist più aggiornata elenca fino a 1 679 generi). La famiglia attualmente (2021) è divisa in 16 sottofamiglie.

### Filogenesi
Le piante di questo gruppo appartengono alla sottotribù Piptocarphinae descritta all'interno della tribù Vernonieae Cass. della sottofamiglia Vernonioideae Lindl.. Questa classificazione è stata ottenuta ultimamente con le analisi del DNA delle varie specie del gruppo. Da un punto di vista filogenetico in base alle ultime analisi sul DNA la tribù Vernonieae è risultata divisa in due grandi cladi: Muovo Mondo e Vecchio Mondo. I generi di Piptocarphinae appartengono al clade relativo all'America.
La sottotribù, e quindi i suoi generi, si distingue per i seguenti caratteri:
- le foglie basali non sono né di tipo ericoide e neppure embricate;
- la disposizione delle foglie lungo il caule è sia opposta che alternata;

- i capolini in genere hanno pochi fiori (meno di 20).

Altre caratteristiche, ritenute in passato più significative, come le punte smussate dei peli dello stilo e i peli stellati, ora sono considerate caratteristiche secondarie o “deboli”.
In precedenza la tribù Vernonieae, e quindi la sottotribù (Piptocarphinae) di questo genere, era descritta all'interno della sottofamiglia Cichorioideae. Alle analisi del DNA la sottotribù appare parafiletica e con le sottotribù Vernoniinae, Lepidaploinae e Elephantopinae forma un "gruppo fratello".
I caratteri distintivi per le specie di questo genere (Cuatrecasanthus) sono:
- i capolino hanno un solo fiore;
- le corolle sono divise in lobi fin dalla base (la gola è mancante);
- le foglie sono disposte in modo alternato.

### Elenco delle specie
Questo genere ha 6 specie:
- Cuatrecasanthus flexipappus (Gleason) H. Rob.
- Cuatrecasanthus giannasii  (Stutts) H. Rob. & V. A. Funk
- Cuatrecasanthus jelskii  (Hieron.) H. Rob.
- Cuatrecasanthus kingii  H. Rob. & V. A. Funk
- Cuatrecasanthus lanceolatus  H. Rob. & V. A. Funk
- Cuatrecasanthus sandemanii  (H. Rob.) H. Rob.